# Passalus coniferus
Passalus coniferus es una especie de coleóptero de la familia Passalidae.

## Distribución geográfica
Habita en Colombia y la Guayana Francesa.